# 2018年のJリーグカップ
2018年のJリーグカップは、2018年3月7日より開催され、同年10月27日に決勝が行われた、第26回Jリーグカップである。湘南ベルマーレが初優勝を果たした。

## 大会名称
ヤマザキビスケットを冠スポンサーとして、「2018JリーグYBCルヴァンカップ」の名称で行う。

## 大会レギュレーション
大会の基本レギュレーションについては2017年12月12日に Jリーグより発表された。グループ分けと決勝戦以外の日程の詳細については2018年1月24日にJリーグより発表された。
今回は2017年大会のレギュレーションを踏まえつつ、参加資格とグループステージの大会方式に大きな変更があった。具体的には、大会参加クラブを2017年大会までの「当該年のJ1に参加する18クラブ」から「当該年のJ1に参加する18クラブ+前年度J1の16位・17位のクラブ (ACLプレーオフ出場クラブがACLプレーオフで敗退した場合は前年度J1の16位のみ)」の最大20クラブに拡大。グループステージは2グループから4グループに変更され、4クラブずつによるホーム・アンド・アウェー総当たり2回戦を戦い、上位チーム全てがプレーオフステージに進むこと (グループステージからプライムステージへのストレートインはなし)になった。また、グループステージの勝ち上がり条件はAFCチャンピオンズリーグの形式を踏襲することとなった。なお、当該年のJ2参加クラブがJリーグカップに参戦するのは2001年大会以来17年ぶり で、ホーム・アンド・アウェー方式のグループリーグは2008年大会以来10年ぶり。
- 2018明治安田生命J1リーグに参加する18チームと、2017明治安田生命J1リーグの16位 (ヴァンフォーレ甲府)・17位 (アルビレックス新潟)が出場。昇格組では湘南ベルマーレと名古屋グランパスは2016年大会以来2年ぶり、V・ファーレン長崎は初参加。
  - 18クラブのうち、川崎フロンターレ・鹿島アントラーズ・セレッソ大阪はAFCチャンピオンズリーグ2018 (ACL) グループステージに出場するため、グループステージ・プレーオフステージは免除され、プライムステージ[注 1]からの出場。
  - 柏レイソルはACLプレーオフに出場するため、ACLプレーオフに勝利してACLグループステージに進出した場合にグループリーグを免除となり、ACLプレーオフに敗退した場合はグループリーグからの出場 (アルビレックス新潟に替わってグループリーグに参加)となる。2018年1月30日に行われたACLプレーオフ (ラウンド3)・ムアントン・ユナイテッドFC戦に勝利し本戦出場が決定したため、グループリーグ免除とアルビレックス新潟の参加が決定[6]。
- グループステージはACLグループステージ出場チームを除いた16チームを2017シーズンのJ1リーグ戦順位をもとに4組に分けて、各組2回総当たり (ホーム・アンド・アウェー)でリーグ戦を行う。
  - Aグループ：横浜F・マリノス (5位)、ベガルタ仙台 (12位)、FC東京 (13位)、アルビレックス新潟 (17位)
  - Bグループ：ジュビロ磐田 (6位)、北海道コンサドーレ札幌 (11位)、清水エスパルス (14位)、ヴァンフォーレ甲府 (16位)
  - Cグループ：浦和レッズ (7位)、ガンバ大阪 (10位)、サンフレッチェ広島 (15位)、名古屋グランパス (J2・3位)
  - Dグループ：サガン鳥栖 (8位)、ヴィッセル神戸 (9位)、湘南ベルマーレ(J2・1位)、V・ファーレン長崎 (J2・2位)
  - グループステージは全試合90分 (前後半45分ハーフ、延長戦なし)とし、勝ち点の多い順にグループ内の順位を決定する。勝ち点で並んだ場合には、以下の条件で優劣を決定する。
    1. 勝ち点が同一チーム間での「勝ち点」→「得失点差」→「得点」→「アウェーゴール」
    2. 当該チーム間の直接対決における「得失点差」→「得点」→「アウェーゴール」
    3. グループ全試合での「得失点差」→「得点」
    4. PK戦 (最終節直接対決の場合に限る)
    5. 反則ポイント
    6. 抽選。
- 各グループステージの上位2クラブ (合計8クラブ)がプレーオフステージ進出。なお、ACLグループステージ進出クラブが3クラブの場合は、各グループステージの上位2クラブ+各グループステージの3位同士の成績で上位2クラブ (合計10クラブ)がプレーオフステージ進出となっていた。
  - ホーム・アンド・アウェーでの2試合制で実施され、勝者 (勝利数の多いチーム。同勝利数の場合は下記により決定)がプライムステージ[注 1]進出。
    1. 2試合における合計得点数 (＝得失点差)
    2. アウェーでの得点数 (アウェーゴールルール)
    3. 15分ハーフの延長戦 (第2戦の後半終了後に引き続き実施、アウェーゴールルールは採用せず)
    4. PK戦 (双方5人ずつ。決着しない場合は6人目以降サドンデス方式)
- プライムステージ[注 1]はグループステージ・プレーオフステージを勝ち抜いた4 (または5)クラブにグループステージ免除4 (または3)クラブを加えた8クラブによって行われる。
  - 準々決勝と準決勝はホーム・アンド・アウェーでの2試合制 (レギュレーションはプレーオフステージと同様)。
  - 決勝は1試合勝負。90分で同点の場合は延長戦→PK戦で決着する。
  - 組み合わせ抽選は2018年7月29日に、前年同様プライムステージ進出クラブ代表によるオープンドロー (公開抽選)により行われ、フジテレビの主催する参加型イベント『ようこそ!! ワンガン夏祭り THE ODAIBA 2018』の本社屋前イベントステージにて一般公開で実施された[7]。参加選手は内田篤人 (鹿島)、伊東純也 (柏)、大島僚太 (川崎)、飯倉大樹 (横浜FM)、菊地俊介 (湘南)、石原克哉 (甲府)[注 2]、三浦弦太 (G大阪)、高木俊幸 (C大阪)[8][9]。立会人として副理事長の原博実が参加。進行役はフジテレビアナウンサーの鈴木唯と黒瀬翔生。

なお、本大会から、PK戦が行われる場合は、キックは先攻チームが行った後、後攻チームが2回連続で行い、続いて先攻チームが2回連続で行い、この2回連続が交互に行われるという、いわゆる「ABBA方式」が採用されることになっていたが、プライムステージでは先攻チームと後攻チームが交互に蹴る、従来通りの「ABAB方式」に再度変更されることになった（プレーオフステージではPK戦となった試合なし）。

## 大会日程
決勝を除く各日程については2017年12月12日に に発表された。プレーオフステージ及びプライムステージの日程については2018年1月24日に発表された。グループステージは全てミッドウィーク (水曜日)開催となり、プレーオフステージは2018 FIFAワールドカップに伴うリーグ戦中断期間中に行われる。決勝の日程も2018年1月24日に発表され、前回大会と同様に埼玉スタジアム2002で開催される。
| ステージ           | ラウンド           | 第1戦          | 第2戦                                 | 備考 |
| ------------------ | ------------------ | -------------- | ------------------------------------- | ---- |
| グループステージ   | 第1節              | 2018年03月07日 | 2018年03月07日                        |      |
| グループステージ   | 第2節              | 2018年03月14日 | 2018年03月14日                        |      |
| グループステージ   | 第3節              | 2018年04月04日 | 2018年04月04日                        |      |
| グループステージ   | 第4節              | 2018年04月18日 | 2018年04月18日                        |      |
| グループステージ   | 第5節              | 2018年05月09日 | 2018年05月09日                        |      |
| グループステージ   | 第6節              | 2018年05月16日 | 2018年05月16日                        |      |
| プレーオフステージ | プレーオフステージ | 2018年06月02日 | 2018年06月09日                        |      |
| プライムステージ   |                    |                |                                       |      |
| 準々決勝           | 2018年09月05日     | 2018年09月09日 | ACL2018グループリーグ出場チームの出場 |      |
| 準決勝             | 2018年10月10日     | 2018年10月14日 |                                       |      |
| 決勝               | 2018年10月27日     | 2018年10月27日 |                                       |      |

## グループステージ
| グループリーグ順位表の凡例 |
| -------------------------- |
| プレーオフステージ進出     |
| グループステージ敗退       |

### グループA
| 順 | チーム             | 試 | 勝 | 分 | 敗 | 得 | 失 | 差 | 点 |  |     | VEG | YMA | ALB | TOK |
| -- | ------------------ | -- | -- | -- | -- | -- | -- | -- | -- |  | --- | --- | --- | --- | --- |
| 1  | ベガルタ仙台       | 6  | 3  | 2  | 1  | 10 | 6  | +4 | 11 |  |     | —   | 4–2 | 1–1 | 3–0 |
| 2  | 横浜F・マリノス    | 6  | 3  | 2  | 1  | 10 | 8  | +2 | 11 |  | 0–0 | —   | 2–1 | 1–0 |     |
| 3  | アルビレックス新潟 | 6  | 2  | 1  | 3  | 9  | 10 | −1 | 7  |  |     | 3–1 | 1–3 | —   | 3–2 |
| 4  | FC東京             | 6  | 1  | 1  | 4  | 5  | 10 | −5 | 4  |  | 0–1 | 2–2 | 1–0 | —   |     |

| 第1節 2018年3月7日 | ベガルタ仙台  | 1 - 1    | アルビレックス新潟 | 仙台市                                                        |  |
| 19:03              | 西村拓真 74分 | 公式記録 | 田中達也 90+1分    | 競技場: ユアテックスタジアム仙台 観客数: 6,508人 主審: 東城穣 |  |

| 第1節 2018年3月7日 | 横浜F・マリノス        | 1 - 0    | FC東京 | 横浜市                                                      |  |
| 19:34              | イッペイ・シノヅカ 4分 | 公式記録 |        | 競技場: ニッパツ三ツ沢球技場 観客数: 7,170人 主審: 岡部拓人 |  |

| 第2節 2018年3月14日 | FC東京        | 1 - 0    | アルビレックス新潟 | 調布市                                                  |  |
| 19:03               | 久保建英 76分 | 公式記録 |                    | 競技場: 味の素スタジアム 観客数: 7,439人 主審: 西村雄一 |  |

| 第2節 2018年3月14日 | 横浜F・マリノス | 0 - 0    | ベガルタ仙台 | 横浜市                                                      |  |
| 19:33               |                 | 公式記録 |              | 競技場: ニッパツ三ツ沢球技場 観客数: 6,391人 主審: 飯田淳平 |  |

| 第3節 2018年4月4日 | ベガルタ仙台                                | 3 - 0    | FC東京 | 仙台市                                                          |  |
| 19:03              | ジャーメイン良 28分 · 蜂須賀孝治 42分, 68分 | 公式記録 |        | 競技場: ユアテックスタジアム仙台 観客数: 7,068人 主審: 山本雄大 |  |

| 第3節 2018年4月4日 | アルビレックス新潟 | 1 - 3    | 横浜F・マリノス                   | 新潟市                                                              |  |
| 19:03              | 高木善朗 28分      | 公式記録 | 伊藤翔 61分, 74分 · 中町公祐 68分 | 競技場: デンカビッグスワンスタジアム 観客数: 3,212人 主審: 荒木友輔 |  |

| 第4節 2018年4月18日 | FC東京                       | 2 - 2    | 横浜F・マリノス   | 調布市                                                  |  |
| 19:04               | 富樫敬真 1分 · 梶山陽平 38分 | 公式記録 | 伊藤翔 67分, 84分 | 競技場: 味の素スタジアム 観客数: 8,320人 主審: 小屋幸栄 |  |

| 第4節 2018年4月18日 | アルビレックス新潟                                 | 3 - 1    | ベガルタ仙台  | 新潟市                                                              |  |
| 19:03               | 22分 (o.g.) · 田中達也 32分 · ターレス 88分 (pen.) | 公式記録 | 宮脇健太 77分 | 競技場: デンカビッグスワンスタジアム 観客数: 2,681人 主審: 今村義朗 |  |

| 第5節 2018年5月9日 | ベガルタ仙台                                    | 4 - 2    | 横浜F・マリノス                                   | 仙台市                                                          |  |
| 19:03              | 茂木駿佑 35分, 43分, 62分 · ジャーメイン良 82分 | 公式記録 | オリヴィエ・ブマル 39分 · ウーゴ・ヴィエイラ 70分 | 競技場: ユアテックスタジアム仙台 観客数: 7,187人 主審: 山岡良介 |  |

| 第5節 2018年5月9日 | アルビレックス新潟                            | 3 - 2    | FC東京                         | 新潟市                                                              |  |
| 19:03              | 矢野貴章 34分 · 大武峻 84分 · 川口尚紀 90+1分 | 公式記録 | 矢島輝一 75分 · 富樫敬真 881分 | 競技場: デンカビッグスワンスタジアム 観客数: 3,190人 主審: 家本政明 |  |

| 第6節 2018年5月16日 | FC東京 | 0 - 1    | ベガルタ仙台 | 調布市                                                  |  |
| 19:03               |        | 公式記録 | 30分 (o.g.)  | 競技場: 味の素スタジアム 観客数: 6,016人 主審: 飯田淳平 |  |

| 第6節 2018年5月16日 | 横浜F・マリノス                         | 2 - 1    | アルビレックス新潟 | 横浜市                                                      |  |
| 19:03               | ミロシュ・デゲネク 14分 · 扇原貴宏 41分 | 公式記録 | ターレス 23分      | 競技場: ニッパツ三ツ沢球技場 観客数: 6,303人 主審: 今村義朗 |  |

### グループB
| 順 | チーム                 | 試 | 勝 | 分 | 敗 | 得 | 失 | 差  | 点 |  |     | JUB | VEN | SSP | CON |
| -- | ---------------------- | -- | -- | -- | -- | -- | -- | --- | -- |  | --- | --- | --- | --- | --- |
| 1  | ジュビロ磐田           | 6  | 4  | 0  | 2  | 9  | 7  | +2  | 12 |  |     | —   | 3–2 | 2–1 | 2–3 |
| 2  | ヴァンフォーレ甲府     | 6  | 3  | 1  | 2  | 10 | 5  | +5  | 10 |  | 0–1 | —   | 1–0 | 3–0 |     |
| 3  | 清水エスパルス         | 6  | 3  | 1  | 2  | 8  | 5  | +3  | 10 |  |     | 1–0 | 1–1 | —   | 2–1 |
| 4  | 北海道コンサドーレ札幌 | 6  | 1  | 0  | 5  | 4  | 14 | −10 | 3  |  | 0–1 | 0–3 | 0–3 | —   |     |

| 第1節 2018年3月7日 | 清水エスパルス | 1 - 0    | ジュビロ磐田 | 静岡市                                                       |  |
| 19:03              | 鄭大世 48分    | 公式記録 |              | 競技場: IAIスタジアム日本平 観客数: 8,125人 主審: 福島孝一郎 |  |

| 第1節 2018年3月7日 | ヴァンフォーレ甲府                            | 3 - 0    | 北海道コンサドーレ札幌 | 甲府市                                                    |  |
| 19:03              | 森晃太 33分 · ジュニオール・バホス 34分, 52分 | 公式記録 |                        | 競技場: 山梨中銀スタジアム 観客数: 3,436人 主審: 家本政明 |  |

| 第2節 2018年3月14日 | 北海道コンサドーレ札幌 | 0 - 1    | ジュビロ磐田  | 札幌市                                          |  |
| 19:03               |                        | 公式記録 | 松浦拓弥 58分 | 競技場: 札幌ドーム 観客数: 6,398人 主審: 東城穣 |  |

| 第2節 2018年3月14日 | ヴァンフォーレ甲府 | 1 - 0    | 清水エスパルス | 甲府市                                                    |  |
| 19:03               | 森晃太 33分        | 公式記録 |                | 競技場: 山梨中銀スタジアム 観客数: 4,585人 主審: 山本雄大 |  |

| 第3節 2018年4月4日 | 清水エスパルス                | 2 - 1    | 北海道コンサドーレ札幌 | 静岡市                                                     |  |
| 19:03              | 北川航也 45+1分 · 鄭大世 68分 | 公式記録 | ヘイス 24分            | 競技場: IAIスタジアム日本平 観客数: 5,458人 主審: 西村雄一 |  |

| 第3節 2018年4月4日 | ジュビロ磐田                          | 3 - 2    | ヴァンフォーレ甲府            | 磐田市                                                       |  |
| 19:03              | 山本康裕 54分 · 荒木大吾 86分, 90+3分 | 公式記録 | 金園英学 21分 · 佐藤和弘 61分 | 競技場: ヤマハスタジアム (磐田) 観客数: 6,919人 主審: 柿沼亨 |  |

| 第4節 2018年4月18日 | 清水エスパルス | 1 - 1    | ヴァンフォーレ甲府 | 静岡市                                                   |  |
| 19:03               | 村田和哉 1分   | 公式記録 | 50分 (o.g.)        | 競技場: IAIスタジアム日本平 観客数: 4,797人 主審: 松尾一 |  |

| 第4節 2018年4月18日 | ジュビロ磐田                  | 2 - 3    | 北海道コンサドーレ札幌                            | 磐田市                                                         |  |
| 19:03               | 太田吉彰 33分 · 中野誠也 44分 | 公式記録 | 内村圭宏 16分 · ジュリーニョ 69分 · 宮吉拓実 90分 | 競技場: ヤマハスタジアム (磐田) 観客数: 6,084人 主審: 山本雄大 |  |

| 第5節 2018年5月9日 | 北海道コンサドーレ札幌 | 0 - 3    | ヴァンフォーレ甲府                 | 札幌市                                                  |  |
| 19:03              |                        | 公式記録 | 金園英学 6分, 16分 · 曽根田穣 86分 | 競技場: 札幌厚別公園競技場 観客数: 4,371人 主審: 柿沼亨 |  |

| 第5節 2018年5月9日 | ジュビロ磐田        | 2 - 1    | 清水エスパルス | 磐田市                                                       |  |
| 19:03              | 中野誠也 58分, 68分 | 公式記録 | 長谷川悠 65分  | 競技場: ヤマハスタジアム (磐田) 観客数: 8,207人 主審: 松尾一 |  |

| 第6節 2018年5月16日 | 北海道コンサドーレ札幌 | 0 - 3    | 清水エスパルス                                                 | 札幌市                                                    |  |
| 19:03               |                        | 公式記録 | 鄭大世 48分 (pen.) · 長谷川悠 51分 · ミッチェル・デューク 68分 | 競技場: 札幌厚別公園競技場 観客数: 4,427人 主審: 木村博之 |  |

| 第6節 2018年5月16日 | ヴァンフォーレ甲府 | 0 - 1    | ジュビロ磐田 | 甲府市                                                    |  |
| 19:03               |                    | 公式記録 | 櫻内渚 8分   | 競技場: 山梨中銀スタジアム 観客数: 5,154人 主審: 佐藤隆治 |  |

### グループC
| 順 | チーム             | 試 | 勝 | 分 | 敗 | 得 | 失 | 差 | 点 |  |     | RED | GAM | SFR | GRA |
| -- | ------------------ | -- | -- | -- | -- | -- | -- | -- | -- |  | --- | --- | --- | --- | --- |
| 1  | 浦和レッズ         | 6  | 4  | 1  | 1  | 9  | 5  | +4 | 13 |  |     | —   | 1–4 | 1–0 | 2–0 |
| 2  | ガンバ大阪         | 6  | 3  | 0  | 3  | 12 | 13 | −1 | 9  |  | 0–1 | —   | 0–4 | 1–4 |     |
| 3  | サンフレッチェ広島 | 6  | 2  | 1  | 3  | 9  | 7  | +2 | 7  |  |     | 0–0 | 2–3 | —   | 2–1 |
| 4  | 名古屋グランパス   | 6  | 2  | 0  | 4  | 9  | 14 | −5 | 6  |  | 1–4 | 1–4 | 2–1 | —   |     |

| 第1節 2018年3月7日 | 名古屋グランパス | 1 - 4    | 浦和レッズ                               | 名古屋市                                                  |  |
| 19:03              | 佐藤寿人 87分    | 公式記録 | 興梠慎三 9分, 17分 · 荻原拓也 15分, 31分 | 競技場: パロマ瑞穂スタジアム 観客数: 9,491人 主審: 松尾一 |  |

| 第1節 2018年3月7日 | ガンバ大阪 | 0 - 4    | サンフレッチェ広島                       | 吹田市                                                             |  |
| 19:03              |            | 公式記録 | 工藤壮人 9分, 63分 · 柴崎晃誠 25分, 31分 | 競技場: パナソニックスタジアム吹田 観客数: 10,058人 主審: 佐藤隆治 |  |

| 第2節 2018年3月14日 | 浦和レッズ    | 1 - 4    | ガンバ大阪                                                | さいたま市                                                 |  |
| 19:34               | 武富孝介 79分 | 公式記録 | ファン・ウィジョ 10分 · 長沢駿 41分, 54分 · 中村敬斗 87分 | 競技場: 埼玉スタジアム2002 観客数: 21,897人 主審: 今村義朗 |  |

| 第2節 2018年3月14日 | サンフレッチェ広島              | 2 - 1    | 名古屋グランパス | 広島市                                                          |  |
| 19:33               | 渡大生 56分 · ティーラシン 65分 | 公式記録 | 深堀隼平 77分    | 競技場: エディオンスタジアム広島 観客数: 7,777人 主審: 小屋幸栄 |  |

| 第3節 2018年4月4日 | 名古屋グランパス | 1 - 4    | ガンバ大阪                   | 名古屋市                                                     |  |
| 19:03              | 青木亮太 89分    | 公式記録 | 長沢駿 5分, 16分, 29分, 41分 | 競技場: パロマ瑞穂スタジアム 観客数: 10,122人 主審: 窪田陽輔 |  |

| 第3節 2018年4月4日 | サンフレッチェ広島 | 0 - 0    | 浦和レッズ | 広島市                                                          |  |
| 19:03              |                    | 公式記録 |            | 競技場: エディオンスタジアム広島 観客数: 8,697人 主審: 飯田淳平 |  |

| 第4節 2018年4月18日 | 名古屋グランパス            | 2 - 1    | サンフレッチェ広島 | 名古屋市                                                    |  |
| 19:03               | 深堀隼平 61分 · ジョー 78分 | 公式記録 | 渡大生 35分        | 競技場: パロマ瑞穂スタジアム 観客数: 5,412人 主審: 上村篤史 |  |

| 第4節 2018年4月18日 | ガンバ大阪 | 0 - 1    | 浦和レッズ           | 吹田市                                                            |  |
| 19:03               |            | 公式記録 | 武富孝介 71分 (pen.) | 競技場: パナソニックスタジアム吹田 観客数: 9,516人 主審: 家本政明 |  |

| 第5節 2018年5月9日 | サンフレッチェ広島                 | 2 - 3    | ガンバ大阪                                      | 広島市                                                            |  |
| 19:04              | フェリペ・シウバ 7分 · 渡大生 24分 | 公式記録 | 食野亮太郎 52分 · 妹尾直哉 65分 · 西野貴治 70分 | 競技場: エディオンスタジアム広島 観客数: 7,083人 主審: 福島孝一郎 |  |

| 第5節 2018年5月9日 | 浦和レッズ                      | 2 - 0    | 名古屋グランパス | さいたま市                                                 |  |
| 19:34              | マルティノス 32分 · 李忠成 65分 | 公式記録 |                  | 競技場: 埼玉スタジアム2002 観客数: 15,960人 主審: 岡部拓人 |  |

| 第6節 2018年5月16日 | 浦和レッズ  | 1 - 0    | サンフレッチェ広島 | さいたま市                                                 |  |
| 19:04               | 李忠成 76分 | 公式記録 |                    | 競技場: 埼玉スタジアム2002 観客数: 17,530人 主審: 山本雄大 |  |

| 第6節 2018年5月16日 | ガンバ大阪  | 1 - 4    | 名古屋グランパス                                    | 吹田市                                                            |  |
| 19:03               | 長沢駿 20分 | 公式記録 | 畑尾大翔 15分 · 内田健太 24分, 48分 · 児玉駿斗 41分 | 競技場: パナソニックスタジアム吹田 観客数: 9,907人 主審: 西村雄一 |  |

### グループD
| 順 | チーム            | 試 | 勝 | 分 | 敗 | 得 | 失 | 差 | 点 |  |     | VIS | BEL | VVN | SAG |
| -- | ----------------- | -- | -- | -- | -- | -- | -- | -- | -- |  | --- | --- | --- | --- | --- |
| 1  | ヴィッセル神戸    | 6  | 3  | 2  | 1  | 14 | 8  | +6 | 11 |  |     | —   | 3–4 | 2–2 | 1–1 |
| 2  | 湘南ベルマーレ    | 6  | 3  | 1  | 2  | 8  | 8  | 0  | 10 |  | 0–3 | —   | 2–0 | 1–0 |     |
| 3  | V・ファーレン長崎 | 6  | 2  | 1  | 3  | 9  | 11 | −2 | 7  |  |     | 1–2 | 2–1 | —   | 3–2 |
| 4  | サガン鳥栖        | 6  | 1  | 2  | 3  | 5  | 8  | −3 | 5  |  | 0–2 | 0–0 | 2–1 | —   |     |

| 第1節 2018年3月7日 | 湘南ベルマーレ | 1 - 0    | サガン鳥栖 | 平塚市                                                          |  |
| 19:03              | 高山薫 20分    | 公式記録 |            | 競技場: Shonan BMWスタジアム平塚 観客数: 5,987人 主審: 木村博之 |  |

| 第1節 2018年3月7日 | ヴィッセル神戸                  | 2 - 2    | V・ファーレン長崎                  | 神戸市                                                        |  |
| 19:03              | ルーカス・ポドルスキ 51分, 62分 | 公式記録 | チェ・キュベック 4分 · 名倉巧 44分 | 競技場: ノエビアスタジアム神戸 観客数: 4,881人 主審: 小屋幸栄 |  |

| 第2節 2018年3月14日 | V・ファーレン長崎          | 2 - 1    | 湘南ベルマーレ | 諫早市                                                              |  |
| 19:03               | 新里涼 6分 · 中村慶太 88分 | 公式記録 | 齊藤未月 4分   | 競技場: トランスコスモススタジアム長崎 観客数: 3,738人 主審: 柿沼亨 |  |

| 第2節 2018年3月14日 | サガン鳥栖 | 0 - 2    | ヴィッセル神戸               | 鳥栖市                                                          |  |
| 20:03               |            | 公式記録 | 渡邉千真 4分 · 大槻周平 90分 | 競技場: ベストアメニティスタジアム 観客数: 5,118人 主審: 松尾一 |  |

| 第3節 2018年4月4日 | 湘南ベルマーレ | 0 - 3    | ヴィッセル神戸                                             | 平塚市                                                          |  |
| 19:03              |                | 公式記録 | 佐々木大樹 23分 · ウェリントン 30分 · 渡邉千真 86分 (pen.) | 競技場: Shonan BMWスタジアム平塚 観客数: 5,802人 主審: 岡部拓人 |  |

| 第3節 2018年4月4日 | V・ファーレン長崎                           | 3 - 2    | サガン鳥栖                  | 諫早市                                                              |  |
| 19:03              | 中村慶太 17分 · 鹿山拓真 76分 · 乾大知 87分 | 公式記録 | 石川啓人 25分 · 三丸拡 56分 | 競技場: トランスコスモススタジアム長崎 観客数: 4,611人 主審: 廣瀬格 |  |

| 第4節 2018年4月18日 | V・ファーレン長崎 | 1 - 2    | ヴィッセル神戸                      | 諫早市                                                                  |  |
| 19:03               | ファンマ 22分     | 公式記録 | ウェリントン 67分 · 郷家友太 90+5分 | 競技場: トランスコスモススタジアム長崎 観客数: 3,488人 主審: 福島孝一郎 |  |

| 第4節 2018年4月18日 | サガン鳥栖 | 0 - 0    | 湘南ベルマーレ | 鳥栖市                                                            |  |
| 20:03               |            | 公式記録 |                | 競技場: ベストアメニティスタジアム 観客数: 4,297人 主審: 佐藤隆治 |  |

| 第5節 2018年5月9日 | ヴィッセル神戸                                  | 3 - 4    | 湘南ベルマーレ                                                        | 神戸市                                                        |  |
| 19:03              | 29分 (o.g.) · レアンドロ 72分 · 増山朝陽 90+2分 | 公式記録 | アンドレ・バイア 33分 · 表原玄太 35分 · 野田隆之介 56分 · 梅崎司 73分 | 競技場: ノエビアスタジアム神戸 観客数: 4,001人 主審: 窪田陽輔 |  |

| 第5節 2018年5月9日 | サガン鳥栖                    | 2 - 1    | V・ファーレン長崎 | 鳥栖市                                                            |  |
| 20:03              | 石井快征 35分 · 小野裕二 71分 | 公式記録 | 碓井鉄平 84分     | 競技場: ベストアメニティスタジアム 観客数: 5,401人 主審: 山本雄大 |  |

| 第6節 2018年5月16日 | 湘南ベルマーレ              | 2 - 0    | V・ファーレン長崎 | 平塚市                                                        |  |
| 19:03               | 端戸仁 35分 · 鈴木国友 37分 | 公式記録 |                   | 競技場: Shonan BMWスタジアム平塚 観客数: 6,273人 主審: 松尾一 |  |

| 第6節 2018年5月16日 | ヴィッセル神戸            | 1 - 1    | サガン鳥栖    | 神戸市                                                        |  |
| 19:03               | ハーフナー・マイク 90+4分 | 公式記録 | 安在和樹 67分 | 競技場: ノエビアスタジアム神戸 観客数: 4,017人 主審: 荒木友輔 |  |

## プレーオフステージ
| チーム #1          | 合計  | チーム #2      | 第1戦 | 第2戦 |
| ------------------ | ----- | -------------- | ----- | ----- |
| 湘南ベルマーレ     | 4 - 3 | ベガルタ仙台   | 3 - 0 | 1 - 3 |
| ガンバ大阪         | 4 - 2 | ジュビロ磐田   | 1 - 0 | 3 - 2 |
| ヴァンフォーレ甲府 | 3 - 2 | 浦和レッズ     | 2 - 0 | 1 - 2 |
| 横浜F・マリノス    | 5 - 3 | ヴィッセル神戸 | 4 - 2 | 1 - 1 |

### 第1戦
| 2018年6月2日 14:03 |

| 横浜F・マリノス (グループA2位)                                        | 4 - 2    | ヴィッセル神戸 (グループD1位)    |
| 大津祐樹 23分 · 仲川輝人 30分 · 天野純 69分 · ウーゴ・ヴィエイラ 75分 | 公式記録 | ウェリントン 8分 · 渡邉千真 55分 |

| ニッパツ三ツ沢球技場, 横浜 観客数: 8,827人 主審: 佐藤隆治 |

| 2018年6月2日 15:03 |

| ヴァンフォーレ甲府 (グループB2位) | 2 - 0    | 浦和レッズ (グループC1位) |
| 今津佑太 37分 · 小塚和季 51分     | 公式記録 |                           |

| 山梨中銀スタジアム, 甲府 観客数: 10,337人 主審: 池内明彦 |

| 2018年6月2日 16:03 |

| ガンバ大阪 (グループC2位) | 1 - 0    | ジュビロ磐田 (グループB1位) |
| ファン・ウィジョ 7分      | 公式記録 |                             |

| パナソニックスタジアム吹田, 吹田 観客数: 8,519人 主審: 村上伸次 |

| 2018年6月2日 19:03 |

| 湘南ベルマーレ (グループD2位)       | 3 - 0    | ベガルタ仙台 (グループA1位) |
| 梅崎司 15分, 71分 · 岡本拓也 90+1分 | 公式記録 |                             |

| Shonan BMWスタジアム平塚, 平塚 観客数: 8,374人 主審: 荒木友輔 |

### 第2戦
| 2018年6月9日 14:03 |

| ヴィッセル神戸 | 1 - 1    | 横浜F・マリノス         |
| 藤田直之 13分  | 公式記録 | ウーゴ・ヴィエイラ 66分 |

| ノエビアスタジアム神戸, 神戸 観客数: 6,895人 主審: 山本雄大 |

二試合合計スコア 5 - 3で横浜F・マリノスがプライムステージ進出
| 2018年6月9日 15:03 |

| ベガルタ仙台                                  | 3 - 1    | 湘南ベルマーレ  |
| 平岡康裕 21分 · 西村拓真 35分 · 奥埜博亮 74分 | 公式記録 | 野田隆之介 69分 |

| ユアテックスタジアム仙台, 仙台 観客数: 10,215人 主審: 中村太 |

二試合合計スコア 4 - 3で湘南ベルマーレがプライムステージ進出
| 2018年6月9日 16:03 2 - 3 |

| ジュビロ磐田                  | 2 - 3    | ガンバ大阪                        |
| 松浦拓弥 15分 · 川又堅碁 71分 | 公式記録 | ファン・ウィジョ 26分, 50分, 66分 |

| ヤマハスタジアム, 磐田 観客数: 10,518人 主審: 家本政明 |

二試合合計スコア 4 - 2でガンバ大阪がプライムステージ進出
| 2018年6月9日 16:03 |

| 浦和レッズ          | 2 - 1    | ヴァンフォーレ甲府 |
| 興梠慎三 19分, 24分 | 公式記録 | 小塚和季 27分      |

| 埼玉スタジアム2002, さいたま 観客数: 22,664人 主審: 廣瀬格 |

二試合合計スコア 3 - 2でヴァンフォーレ甲府がプライムステージ進出

## プライムステージ
準々決勝と準決勝については、トーナメント表上段のチームが、第2戦をホームで行う。
|  | 準々決勝 (9月5日・9月9日) | 準々決勝 (9月5日・9月9日) | 準々決勝 (9月5日・9月9日) | 準々決勝 (9月5日・9月9日) |       |                    | 準決勝 (10月10日・10月14日) | 準決勝 (10月10日・10月14日) | 準決勝 (10月10日・10月14日) | 準決勝 (10月10日・10月14日) |  |  | 決勝 (10月27日) | 決勝 (10月27日) |
|  |                           |                           |                           |                           |       |                    |                             |                             |                             |                             |  |  |                 |                 |
|  | セレッソ大阪              | 0                         | 2                         | 2                         |       |                    |                             |                             |                             |                             |  |  |                 |                 |
|  | 湘南ベルマーレ            | 3                         | 2                         | 5                         |       |                    |                             |                             |                             |                             |  |  |                 |                 |
|  | 湘南ベルマーレ            | 3                         | 2                         | 5                         |       | 湘南ベルマーレ (p) | 1                           | 2                           | 3 (5)                       |                             |  |  |                 |                 |
|  |                           |                           |                           |                           |       | 湘南ベルマーレ (p) | 1                           | 2                           | 3 (5)                       |                             |  |  |                 |                 |
|  |                           | 柏レイソル                | 1                         | 2                         | 3 (4) |                    |                             |                             |                             |                             |  |  |                 |                 |
|  | 柏レイソル (a)            | 柏レイソル                | 1                         | 2                         | 3 (4) | 2                  | 1                           | 3                           |                             |                             |  |  |                 |                 |
|  | 柏レイソル (a)            |                           |                           |                           |       | 2                  | 1                           | 3                           |                             |                             |  |  |                 |                 |
|  | ヴァンフォーレ甲府        | 2                         | 1                         | 3                         |       |                    |                             |                             |                             |                             |  |  |                 |                 |
|  |                           |                           |                           |                           |       |                    |                             |                             |                             |                             |  |  | 湘南ベルマーレ  | 1               |
|  |                           |                           | 横浜F・マリノス           | 0                         |       |                    |                             |                             |                             |                             |  |  |                 |                 |
|  | 横浜F・マリノス           | 4                         | 3                         | 7                         |       |                    |                             |                             |                             |                             |  |  |                 |                 |
|  | ガンバ大阪                | 0                         | 1                         | 1                         |       |                    |                             |                             |                             |                             |  |  |                 |                 |
|  | ガンバ大阪                | 0                         | 1                         | 1                         |       | 横浜F・マリノス    | 2                           | 2                           | 4                           |                             |  |  |                 |                 |
|  |                           |                           |                           |                           |       | 横浜F・マリノス    | 2                           | 2                           | 4                           |                             |  |  |                 |                 |
|  |                           | 鹿島アントラーズ          | 1                         | 2                         | 3     |                    |                             |                             |                             |                             |  |  |                 |                 |
|  | 川崎フロンターレ          | 鹿島アントラーズ          | 1                         | 2                         | 3     | 1                  | 1                           | 2                           |                             |                             |  |  |                 |                 |
|  | 川崎フロンターレ          |                           |                           |                           |       | 1                  | 1                           | 2                           |                             |                             |  |  |                 |                 |
|  | 鹿島アントラーズ          | 1                         | 3                         | 4                         |       |                    |                             |                             |                             |                             |  |  |                 |                 |

### 準々決勝
| チーム #1        | 合計      | チーム #2          | 第1戦 | 第2戦 |
| ---------------- | --------- | ------------------ | ----- | ----- |
| セレッソ大阪     | 2 - 5     | 湘南ベルマーレ     | 0 - 3 | 2 - 2 |
| 柏レイソル       | 3 - 3 (a) | ヴァンフォーレ甲府 | 2 - 2 | 1 - 1 |
| 横浜F・マリノス  | 7 - 1     | ガンバ大阪         | 4 - 0 | 3 - 1 |
| 川崎フロンターレ | 2 - 4     | 鹿島アントラーズ   | 1 - 1 | 1 - 3 |

#### 第1戦
| 2018年9月5日 19:03 |

| 湘南ベルマーレ                              | 3 - 0    | セレッソ大阪 |
| 松田天馬 28分 · 梅崎司 70分 · 金子大毅 75分 | 公式記録 |              |

| Shonan BMWスタジアム平塚, 平塚 観客数: 5,896人 主審: 岡部拓人 |

| 2018年9月5日 19:03 |

| ヴァンフォーレ甲府          | 2 - 2    | 柏レイソル                            |
| 中山陸 54分 · 曽根田穣 69分 | 公式記録 | 中川寛斗 63分 · クリスティアーノ 85分 |

| 山梨中銀スタジアム, 甲府 観客数: 4,157人 主審: 福島孝一郎 |

| 2018年9月5日 19:03 |

| ガンバ大阪 | 0 - 4    | 横浜F・マリノス                                  |
|            | 公式記録 | 伊藤翔 2分, 40分 · 大津祐樹 74分 · 仲川輝人 75分 |

| パナソニックスタジアム吹田, 吹田 観客数: 5,792人 主審: 西村雄一 |

| 2018年9月5日 19:04 |

| 鹿島アントラーズ | 1 - 1    | 川崎フロンターレ   |
| 西大伍 19分      | 公式記録 | 知念慶 32分 (pen.) |

| カシマサッカースタジアム, 鹿嶋 観客数: 7,145人 主審: 飯田淳平 |

#### 第2戦
| 2018年9月9日 19:03 |

| セレッソ大阪                | 2 - 2    | 湘南ベルマーレ                       |
| 高木俊幸 25分 · ソウザ 35分 | 公式記録 | 金子大毅 31分 · 山﨑凌吾 44分 (pen.) |

| ヤンマースタジアム長居, 大阪 観客数: 6,589人 主審: 家本政明 |

二試合合計スコア 5 - 2で湘南ベルマーレが準決勝進出
| 2018年9月9日 19:03 |

| 柏レイソル    | 1 - 1    | ヴァンフォーレ甲府 |
| 瀬川祐輔 61分 | 公式記録 | フェフージン 13分  |

| 三協フロンテア柏スタジアム, 柏 観客数: 6,120人 主審: 村上伸次 |

二試合合計スコア 3 - 3 (アウェーゴール2 - 1)で柏レイソルが準決勝進出
| 2018年9月9日 19:03 |

| 横浜F・マリノス                          | 3 - 1    | ガンバ大阪    |
| 仲川輝人 12分 · 伊藤翔 20分, 85分 (pen.) | 公式記録 | 一美和成 52分 |

| 日産スタジアム, 横浜 観客数: 11,207人 主審: 荒木友輔 |

二試合合計スコア 7 - 1で横浜F・マリノスが準決勝進出
| 2018年9月9日 19:03 |

| 川崎フロンターレ     | 1 - 3    | 鹿島アントラーズ                        |
| 阿部浩之 51分 (pen.) | 公式記録 | 山本脩斗 28分, 37分 · セルジーニョ 72分 |

| 味の素スタジアム, 調布 観客数: 19,214人 主審: 山本雄大 |

二試合合計スコア 2 - 4で鹿島アントラーズが準決勝進出

### 準決勝
| チーム #1       | 合計            | チーム #2        | 第1戦 | 第2戦        |
| --------------- | --------------- | ---------------- | ----- | ------------ |
| 湘南ベルマーレ  | 3 - 3 (5-4 (p)) | 柏レイソル       | 1 - 1 | 2 - 2 (延長) |
| 横浜F・マリノス | 4 - 3           | 鹿島アントラーズ | 2 - 1 | 2 - 2        |

#### 第1戦
| 2018年10月10日 19:03 |

| 鹿島アントラーズ | 1 - 2    | 横浜F・マリノス                         |
| 犬飼智也 90+3分  | 公式記録 | 天野純 77分 · ウーゴ・ヴィエイラ 90+5分 |

| カシマサッカースタジアム, 鹿嶋 観客数: 8,421人 主審: 松尾一 |

| 2018年10月10日 19:04 |

| 柏レイソル   | 1 - 1    | 湘南ベルマーレ |
| 瀬川祐輔 1分 | 公式記録 | 菊地俊介 9分   |

| 三協フロンテア柏スタジアム, 柏 観客数: 5,665人 主審: 西村雄一 |

#### 第2戦
| 2018年10月14日 14:04 |

| 横浜F・マリノス                         | 2 - 2    | 鹿島アントラーズ                  |
| ウーゴ・ヴィエイラ 20分 · 仲川輝人 34分 | 公式記録 | 土居聖真 62分 · セルジーニョ 70分 |

| ニッパツ三ツ沢球技場, 横浜 観客数: 12,979人 主審: 佐藤隆治 |

二試合合計スコア 4 - 3で横浜F・マリノスが決勝進出
| 2018年10月14日 16:03 |

| 湘南ベルマーレ                                  | 2 - 2 (延長) | 柏レイソル                                                  |
| 石川俊輝 28分 · 坂圭祐 93分                     | 公式記録     | 大谷秀和 70分 · 山崎亮平 114分                              |
|                                                 | PK戦         |                                                             |
| 杉岡大暉 山﨑凌吾 梅崎司 坂圭祐 金子大毅 高山薫 | 5 - 4        | クリスティアーノ 中山雄太 手塚康平 江坂任 鈴木大輔 山崎亮平 |

| Shonan BMWスタジアム平塚, 平塚 観客数: 13,018人 主審: 東城穣 |

二試合合計スコア 2 - 2 (アウェーゴール1 - 1)で延長戦を実施、延長戦スコア 1 - 1 (合計3 - 3)で決着がつかないためPK戦を実施し、5 - 4で湘南ベルマーレが決勝進出

### 決勝
決勝に駒を進めたのは、プライムステージ準々決勝で前回大会王者のC大阪、準決勝でPK戦の末に柏を下し、クラブ初の決勝進出を決めた湘南 と、準々決勝でG大阪、準決勝で接戦の末鹿島を下し、初優勝した2001年大会以来17年ぶりに決勝進出を果たした横浜FM の2チーム。曺貴裁の下で「湘南スタイル」と称される激しいプレスから一気にゴールを狙うサッカーに磨きをかけた湘南と、アンジェ・ポステコグルーの下でショートパス主体の攻撃的なポゼッションスタイルへと変革を遂げた横浜FMという、明確なチームスタイルを持つ2チームによる神奈川ダービーでの決勝となった。
立ち上がりから一進一退の攻防を見せるが、両チームともシュートが枠内に飛ばない。しかし前半36分、パスを細かくつないで相手ピッチのほぼ中央で湘南MF杉岡大暉がボールを受けると、ペナルティエリアの手前から豪快なミドルシュート。これがゴールに吸い込まれ、湘南が先制に成功。前半は湘南が1-0でリードして折り返す。

後半に入ると、徐々に足の止まり始めた湘南に対し、横浜FMが攻勢を仕掛ける展開になり、後半34分には途中出場の横浜FMFWイッペイ・シノヅカがペナルティエリア内で湘南MF岡本拓也の足に引っかかって倒れるもノーファウルの判定 になるなど得点に繋がらない。その後も横浜FMは猛攻を続けたが、湘南は体を張った守備で最後までゴールを割らせず、そのままタイムアップ。湘南がクラブ創設50周年の節目となる年に初のJリーグカップ制覇を果たし、三大タイトルとしても1994年の天皇杯以来24年ぶりのタイトル獲得となった。
| 湘南ベルマーレ | 1 - 0    | 横浜F・マリノス |
| -------------- | -------- | --------------- |
| 杉岡大暉 36分  | 公式記録 |                 |

| 横浜F・マリノス          |    |                    |      |      |
| GK                       | 21 | 飯倉大樹           |      |      |
| DF                       | 02 | ドゥシャン         |      |      |
| DF                       | 13 | チアゴ・マルチンス |      |      |
| DF                       | 24 | 山中亮輔           |      |      |
| DF                       | 27 | 松原健             | 30分 |      |
| MF                       | 06 | 扇原貴宏           | 79分 |      |
| MF                       | 09 | 大津祐樹           | 43分 | 78分 |
| MF                       | 14 | 天野純             |      |      |
| FW                       | 09 | ウーゴ・ヴィエイラ |      |      |
| FW                       | 19 | 仲川輝人           |      |      |
| FW                       | 25 | ユン・イルロク     |      | 69分 |
| 控え                     |    |                    |      |      |
| GK                       | 30 | 鈴木彩貴           |      |      |
| DF                       | 04 | 栗原勇蔵           |      |      |
| DF                       | 44 | 畠中槙之輔         |      |      |
| MF                       | 05 | 喜田拓也           |      |      |
| MF                       | 08 | 中町公祐           |      |      |
| FW                       | 16 | 伊藤翔             |      | 78分 |
| FW                       | 26 | イッペイ・シノヅカ |      | 69分 |
|                          |    |                    |      |      |
| 監督                     |    |                    |      |      |
| アンジェ・ポステコグルー |    |                    |      |      |

| 2018 Jリーグカップ 優勝 |
| ----------------------- |
| 湘南ベルマーレ 初優勝   |

テレビ中継
- フジテレビジョン系列

## 表彰
| 表彰名           | 選手名   | 所属クラブ      | 出典   |
| ---------------- | -------- | --------------- | ------ |
| ニューヒーロー賞 | 遠藤渓太 | 横浜F・マリノス | [ 21 ] |
| 大会MVP          | 杉岡大暉 | 湘南ベルマーレ  | [ 1 ]  |

## 得点ランキング
| 順位   | 選手               | 所属            | 得点 |
| ------ | ------------------ | --------------- | ---- |
| 得点王 | 伊藤翔             | 横浜F・マリノス | 8    |
| 2      | 長沢駿             | ヴィッセル神戸  | 7    |
| T3     | ウーゴ・ヴィエイラ | 横浜F・マリノス | 5    |
| T3     | ファン・ウィジョ   | ガンバ大阪      | 5    |
| T5     | 興梠慎三           | 浦和レッズ      | 4    |
| T5     | 仲川輝人           | 横浜F・マリノス | 4    |
| T5     | 梅崎司             | 湘南ベルマーレ  | 4    |

最終更新は2018年10月27日の試合終了時

出典: J.League Data Site

### 注記
1. 1 2 3 4 5  前年までの「ノックアウトステージ」に相当。2018年大会も当初は「ノックアウトステージ」と称していたが、2018年7月29日に行われたオープンドローをもって「プライムステージ」に呼称が変更された[4]。なお、本稿では原則としてすべて「プライムステージ」の表記に統一する。
2. ↑  抽選日当日がJ2第26節の試合日だったことから、現役選手ではなく、甲府OBでクラブアンバサダーの石原が参加[8]。
3. ↑  天皇杯 JFA 第98回全日本サッカー選手権大会でも「ABBA方式」が採用されている。
4. ↑  川崎は本来のホームスタジアムである等々力陸上競技場は9月6日-9日まで日本学生陸上競技対校選手権大会開催中のため、味の素スタジアムにて開催される[11]。